# Blackrod
Blackrod è un paese di 5.300 abitanti della contea della Grande Manchester, in Inghilterra.